# Night Train (film 2009)
Night Train è un film del 2009 diretto da Brian King. Rende omaggio a una serie di film di suspense classici come Strangers on a Train (1951), The Lady Vanishes (1938) e The Maltese Falcon (1941), anche se la trama ha solo qualche somiglianza con alcuni di loro. Il film è stato distribuito solo in DVD sui mercati statunitensi nel luglio 2009.

## Trama
Un uomo corre attraverso una foresta portando qualcosa. Un treno quasi deserto entra in una stazione e due conduttori scendono, prendono un tratto e ammazzano il tempo poiché nessuno sembra salire a bordo. Proprio mentre il treno sta per partire, l'uomo che corre chiama, corre verso il treno e sembra voler salire a bordo. Non parla e, supponendo che forse non sappia l'inglese, i conduttori lo lasciano andare con l'intenzione di ottenere i suoi soldi più tardi. Si unisce a due dei soli cinque passeggeri che sembrano essere sul treno in quel momento. Uno dei passeggeri, un commesso ubriaco di nome Pete (Steve Zahn), offre all'uomo un drink. Ingoiando un boccone di pillole, l'uomo le lava con la vodka. Subito dopo l'uomo muore a causa l'assunzione di Seconal, combinato con l'alcol, che provocano l'arresto cardiaco e respiratorio.
Dopo questa scoperta, Pete e un altro passeggero, la studentessa di medicina Chloe (Leelee Sobieski), individuano il capotreno Miles (Danny Glover) e lo avvisano di quanto è successo. Miles intende chiamare le autorità alla fermata successiva, ma Pete scopre un oggetto misterioso nella scatola che il morto portava e, sbirciando dentro, ne è incuriosito. Chloe guarda anche dentro l'oggetto ed entrambi, immediatamente convinti che ci sia una fortuna liberatrice all'interno, pensano a come impossessarsene. Suggeriscono l'idea a Miles, che dice loro che sono pazzi, e prende l'oggetto e la scatola che era in fondo al suo ufficio, presumibilmente per tenerlo al sicuro e chiamare le autorità, ma anche lui scruta dentro e la sua volontà è superata.
Con una Chloe impazzita che prende il comando, i tre decidono di sbarazzarsi del corpo dell'uomo e impossessarsi del tesoro. Il loro unico problemi è di impedire a chiunque altro di saperlo, allontanando gli altri due passeggeri sospettosi e l'altro conduttore e tenendosi d'occhio l'uno con l'altro, mentre la paranoia prende piede e l'influenza della scatola continua a fare il suo lavoro.
Alla fine si rivela che la scatola contiene una forza soprannaturale di qualche tipo, e che chiunque vi guardi vede ciò che lo tenterebbe di più, condannandolo alla corruzione e alla morte prima dell'alba. L'ultimo sopravvissuto, Miles, vive solo il tempo necessario per tentare di distruggere il dispositivo, posizionandolo sul percorso di un treno in arrivo, ma muore subito dopo averlo visto spintonato dai binari da un cane curioso.
Alla fine, un bambino che vaga da solo, nel mezzo del nulla, a chilometri da qualsiasi città o stazione ferroviaria, prende la scatola, guarda dentro e sorride.